# 入間村 (埼玉県)
入間村（いりまむら）は埼玉県の南西部、入間郡に属していた村。

## 地理
- 河川：不老川

## 歴史
- 1889年（明治22年）4月1日 町村制施行により、南入曽村、北入曽村、水野村が合併し入間郡入間村が成立する。
- 1954年（昭和29年）7月1日 入間川町、堀兼村、奥富村、柏原村、水富村と合併し狭山市を新設する。旧村域は「入間地区」となる。
- 2009年（平成21年）4月1日 合併前の旧村名に由来する「入間地区」の呼称を廃止し、「入曽地区」に改める。

## 交通

### 鉄道
- 西武鉄道
  - 新宿線：入曽駅

## 役場跡地
- 狭山市大字南入曽字堂ノ前原628-1
  - 合併後旧村役場は一旦市役所支所となったが、その後近傍に狭山市立入間公民館（2009年4月1日、狭山市立入曽公民館に改称）が開館した際に支所機能はそちらに移され解体された。敷地は入間農協（当時）の所有に帰し、現在はAコープ入間店敷地となっている。同店舗駐車場脇には入間村政を記念する「入間村の碑」が狭山市史編纂委員会と住民有志によって建立されているほか、1915年11月の大正天皇即位礼を祝して村民により植えられたイチョウの木が大木となって記念碑「銀杏の碑」とともに現存しており、村の歴史を伝えている。